# Turismul în Iordania

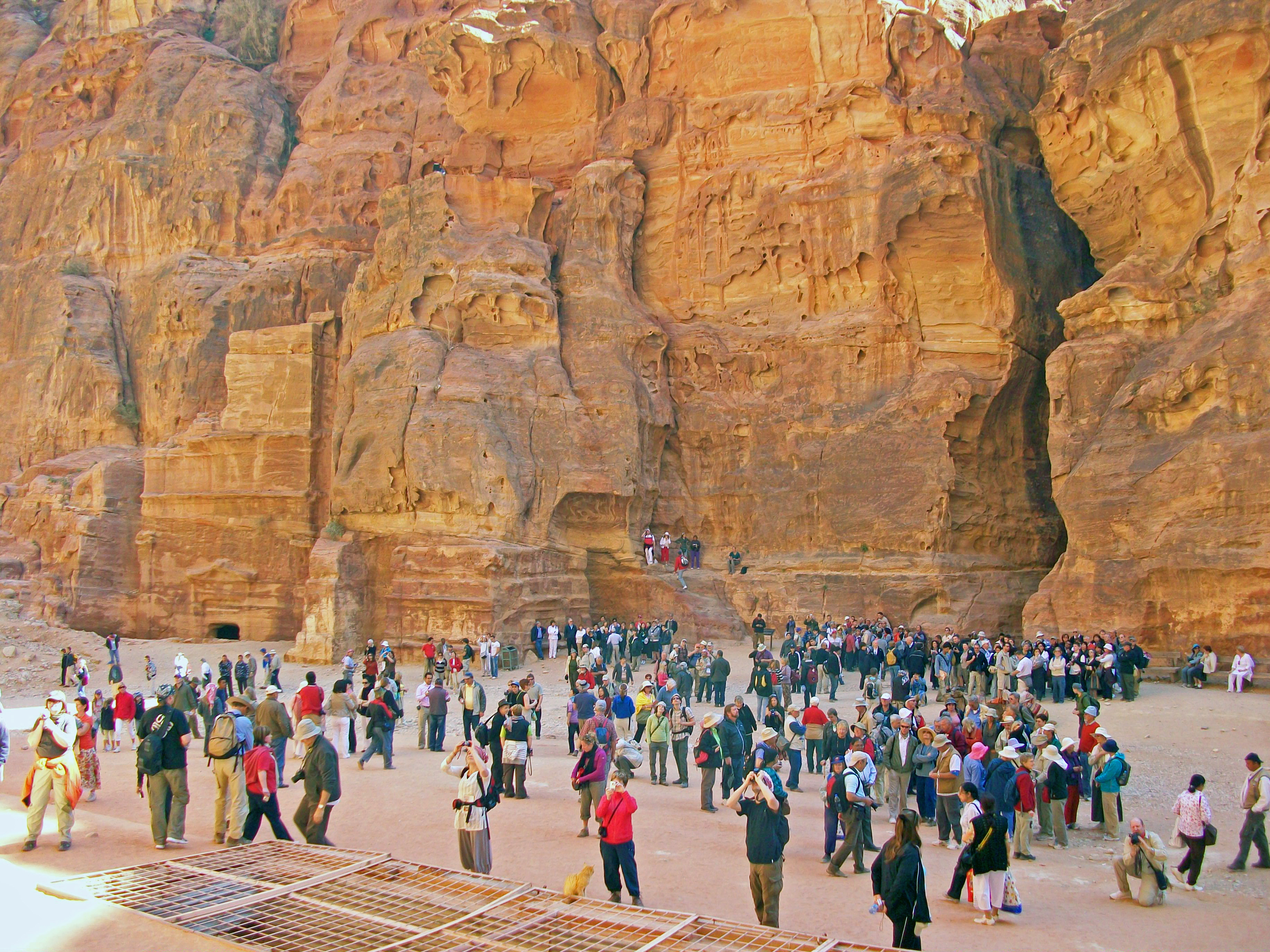
Fotografii turistice Al-Khazneh (nu este vizibil) la sosirea în Petra. Siqul poate fi văzut pe dreapta.

Iordania este un stat suveran arab sin Orientul Mijlociu. Capitala, Amman, este cel mai populat oraș al Iordaniei, precum și centrul economic, politic și cultural al țării.
Principalele atracții turistice din Iordania includ situri istorice precum Petra (Patrimoniul Mondial UNESCO) din 1985 și unul dintre Noile șapte minuni ale lumii), Râul Iordan, Muntele Nebo, Madaba, numeroase moschei și biserici medievale și locații naturale nealterate (cum ar fi Wadi Rum și regiunea muntoasă nordică a Iordaniei).
Iordania oferă, de asemenea, turiștilor oportunități de a observa activități și tradiții culturale și religioase. Iordania oferă, de asemenea, turism medical (concentrat în special în zona Marea Moartă); turism educațional; drumeții, snorkeling și scuba diving în recifele de corali Aqaba; turism de cultură pop; și turismul comercial în orașele Iordaniei. 
În 2017, Iordania a înregistrat peste 3,8 milioane de turiști. În 2009, mai mult de jumătate din cei aproximativ 4,8 milioane de călători din turismul arab, în principal de la CCG, a declarat că intenționează să-și petreacă vacanța în Iordania.

## Principalele destinații turistice

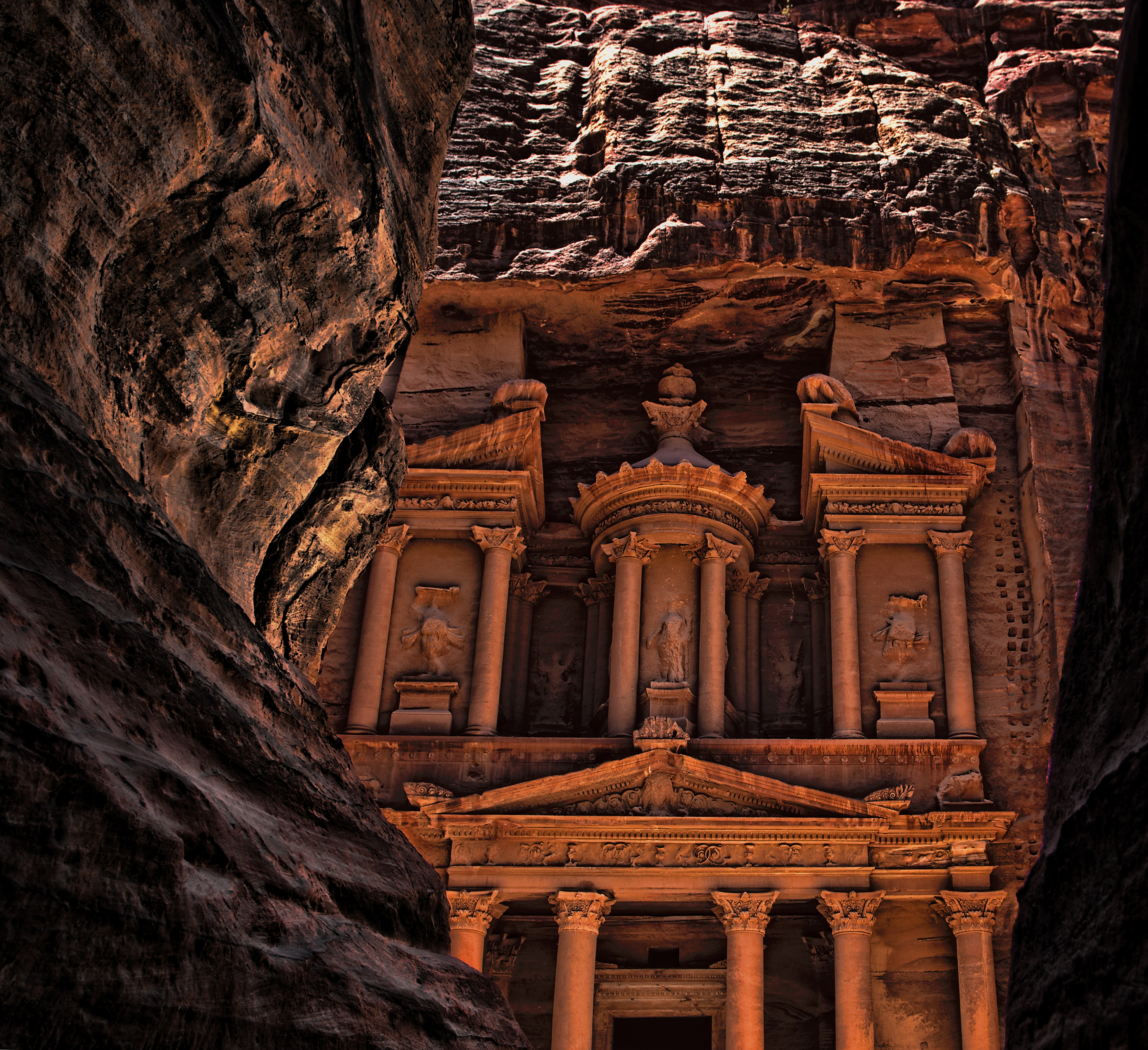
Al-Khazneh în Petra

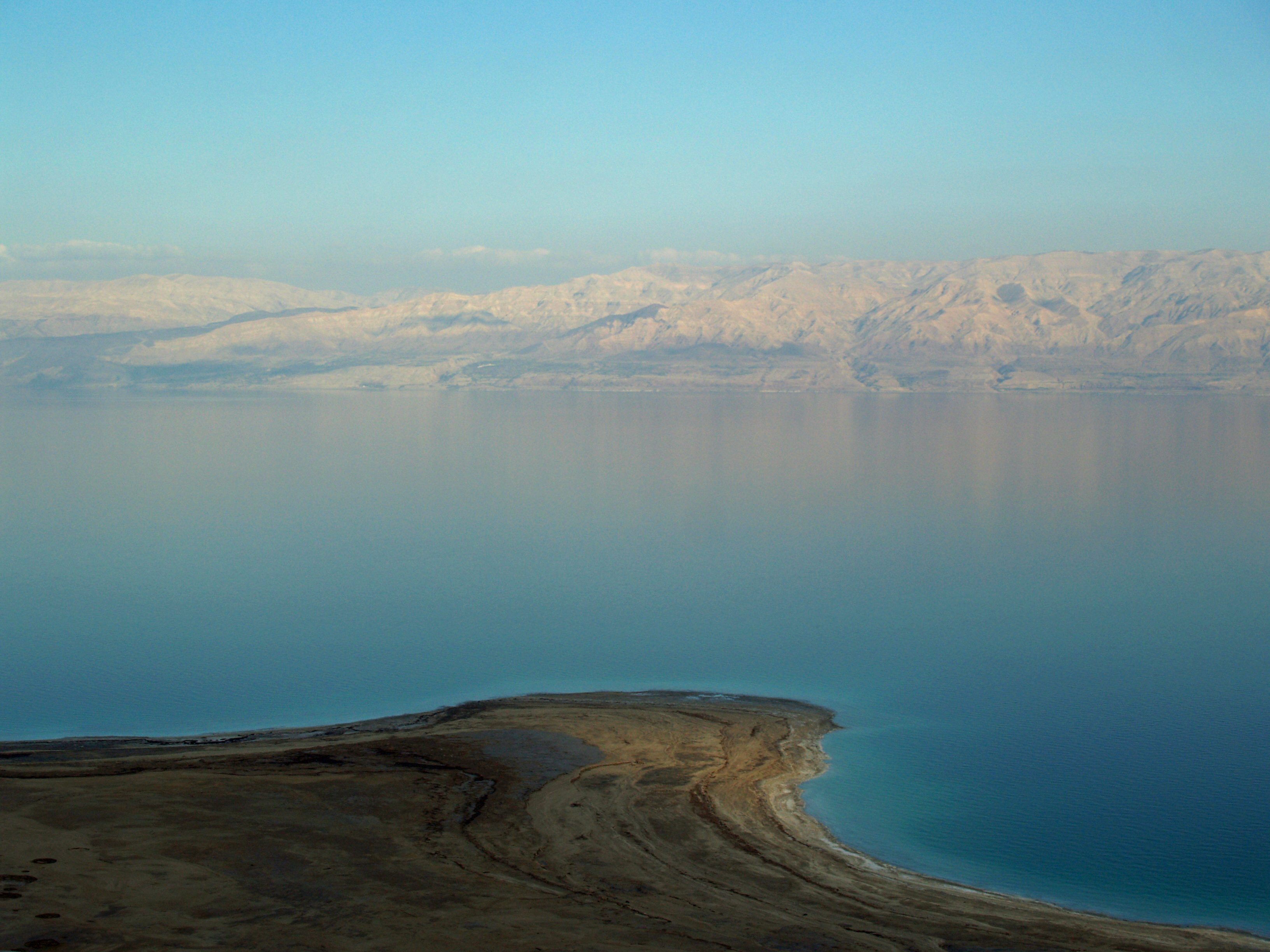
Marea Moartă

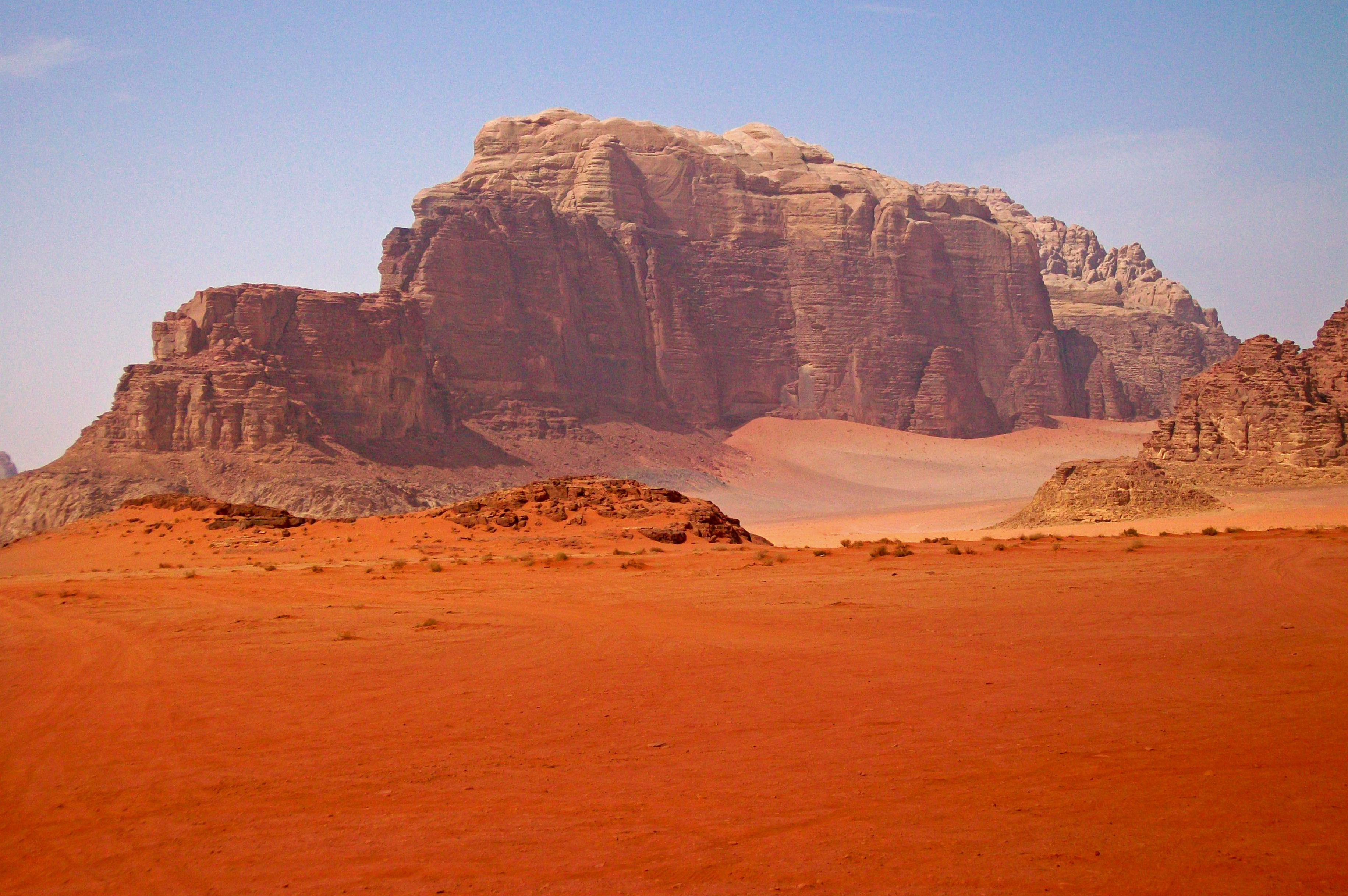
Wadi Rum

### Situri antice

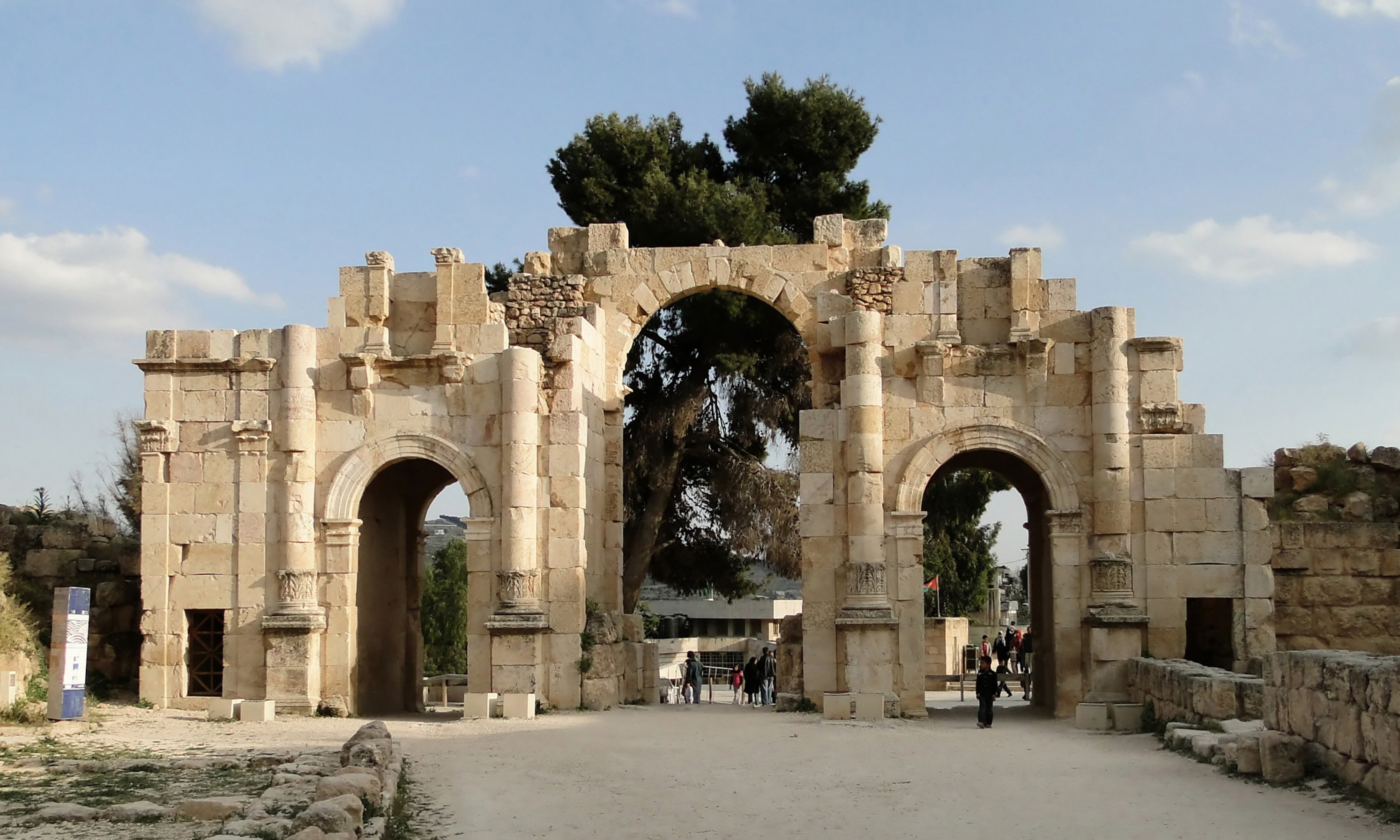
Poarta de sud din orașul antic Jerash

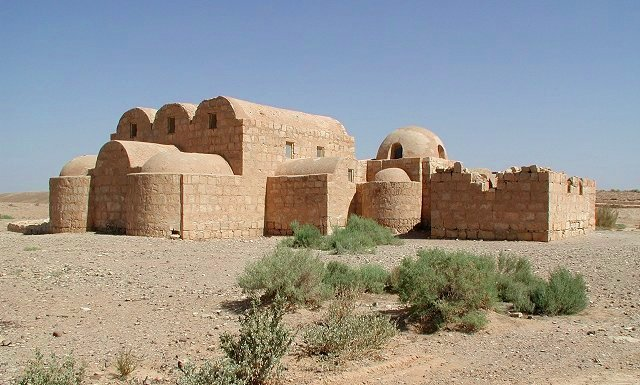
Qasr Amra un castel din deșert din epoca Imperiului Islamic

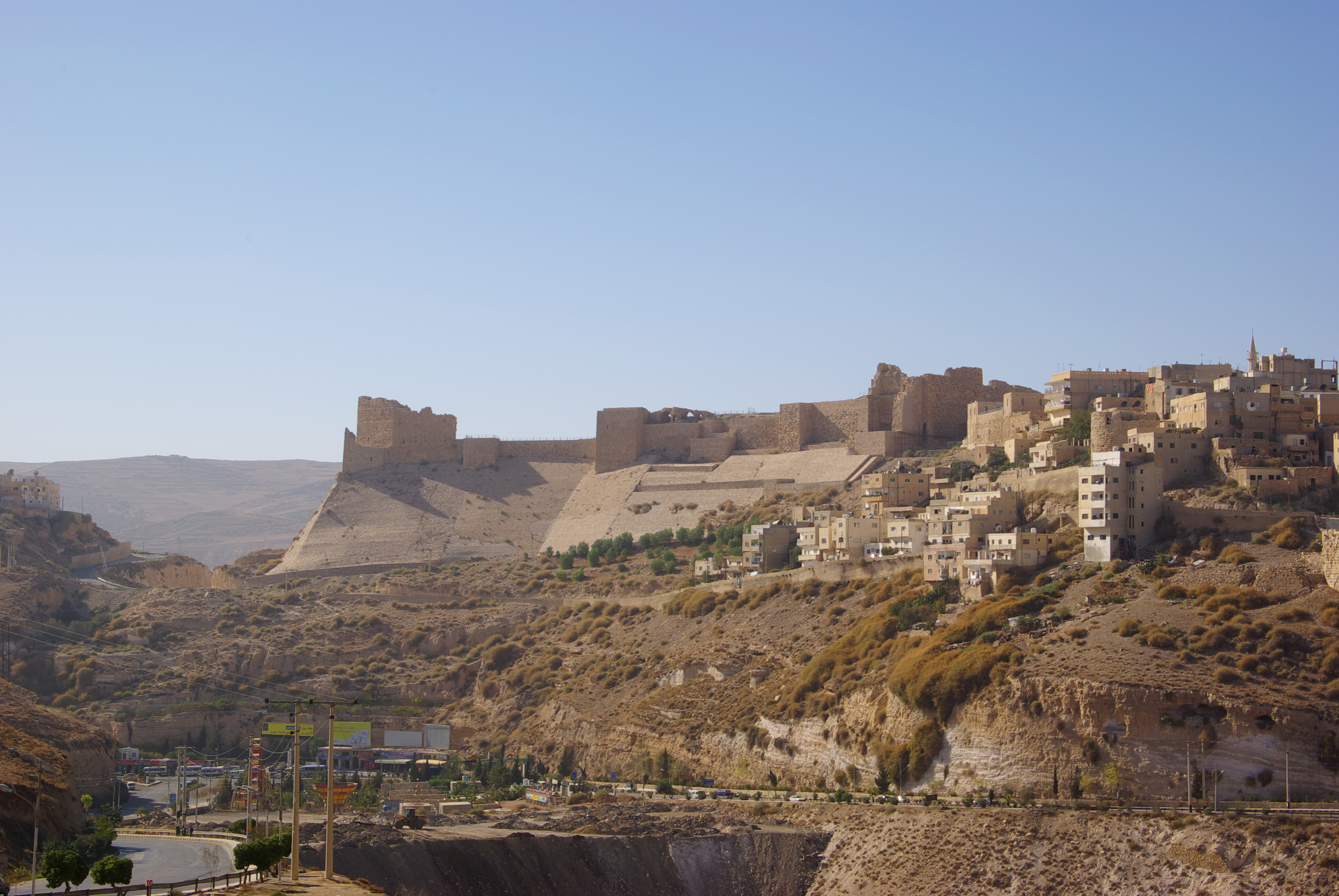
Castelul Al-Karak

- Petra în Wadi Musa, casa nabateenilor, este un oraș complet sculptat într-un munte. Stâncile uriașe sunt colorate, în mare parte roz, iar intrarea în orașul antic se face printr-un defileu îngust de 1,25 km din munte – numit Siq. În oraș există diverse structuri, toate (cu excepția a 2) sunt sculptate în piatră, inclusiv al Khazneh – cunoscut sub numele de Trezoreria – care a fost desemnată drept una dintre „Noile șapte minuni ale the World” de către New Open World Corporation cu scop lucrativ. Alte obiective majore de interes din Petra includ Mănăstirea, teatrul roman, Mormintele Regale, Înaltul Loc al Jertfei. Ruinele din Petra au fost redescoperite de exploratorul elvețian Johann Ludwig Burckhardt în 1812. A fost înscris ca UNESCO Patrimoniul mondial în 1985.

### Obiective turistice religioase

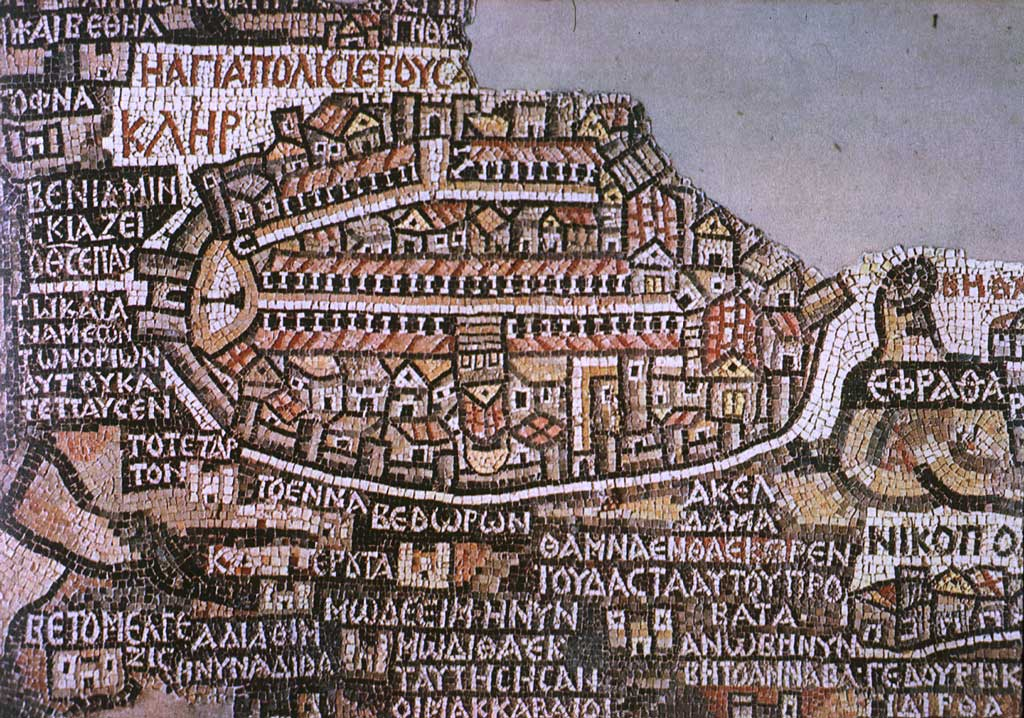
Ierusalim pe Harta Madaba

- Râul Iordan, care este râul unde Isus a fost botezat de Ioan Botezătorul conform tradiției creștine.
- Madaba este bine cunoscută pentru mozaicurile sale, precum și pentru siturile religioase importante, cum ar fi Harta Madaba, cea mai veche reprezentare cartografică originală care a supraviețuit a Țării Sfinte și mai ales Ierusalim. Datează din secolul al VI-lea d.Hr.
- Muntele Nebo, unde se spunea că Moise a mers pentru a vedea Țara Făgăduinței înainte de a muri, conform Bibliei.

### Rezervații naturale
Iordania are o serie de rezervații naturale.
- Muwakir (în arabă) căci Machaerus a fost fortăreața de pe deal a lui Irod cel Mare. La moartea lui Irod, fiul său Irod Antipa a locuit în cetate și a poruncit ca acolo să fie tăiat capul lui Ioan Botezătorul  și unde se spune că legendara Salomeea, fiică a Irodiadei, a dansat faimosul dans al celor șapte văluri, cerând astfel capul Botezătorului.
- Rezervația biosferei Dana – se întinde pe 308 kilometri pătrați, compus dintr-un lanț de văi și munți care se extind de la vârful Văii Riftului Iordanului până la zonele joase deșertice ale Wadi Araba. Dana găzduiește aproximativ 600 de specii de plante, 37 de specii de mamifere și 190 de specii de păsări.
- Rezervația faunei sălbatice Shaumari – Rezervația Shaumari a fost creată în 1975 de către RSCN ca centru de reproducere pentru animale sălbatice pe cale de dispariție sau dispărută local. Astăzi, în urma programelor de reproducere cu unele dintre cele mai importante parcuri și grădini zoologice din lume, această mică rezervație de 22 de kilometri pătrați este un mediu protejat înfloritor pentru unele dintre cele mai rare specii din Orientul Mijlociu, cum ar fi Oryxul arab, struți, gazele și onagru, care sunt reprezentate pe multe mozaicuri bizantine din secolul al VI-lea.